# Saison AFL 1968

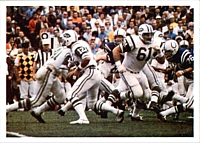
Un jeu d'autocollants de carte de football Jeno's Pizza NFL de 1986 représentant le quart-arrière des Jets de New York Joe Namath exécutant un jeu contre les Colts de Baltimore lors du Super Bowl III. La carte porte le numéro 37 dans la collection.

La saison AFL 1968 est la 9e saison de l'American Football League (football américain). Elle marque le sacre des New York Jets.

## Classement général
| Conférence Est  |      |      |      |        |          |            |
| Franchise       | Vic. | Déf. | Nuls | % vic. | Pts pour | Pts contre |
| New York Jets   | 11   | 3    | 0    | .786   | 419      | 280        |
| Houston Oilers  | 7    | 7    | 0    | .500   | 303      | 248        |
| Miami Dolphins  | 5    | 8    | 1    | .385   | 276      | 355        |
| Boston Patriots | 4    | 10   | 0    | .286   | 229      | 406        |
| Buffalo Bills   | 1    | 12   | 1    | .077   | 199      | 367        |

| Conférence Ouest                                             |      |      |      |        |          |            |
| Franchise                                                    | Vic. | Déf. | Nuls | % vic. | Pts pour | Pts contre |
| Oakland Raiders                                              | 12   | 2    | 0    | .857   | 453      | 233        |
| Kansas City Chiefs                                           | 12   | 2    | 0    | .857   | 371      | 170        |
| San Diego Chargers                                           | 9    | 5    | 0    | .643   | 382      | 310        |
| Denver Broncos                                               | 5    | 9    | 0    | .357   | 255      | 404        |
| Cincinnati Bengals                                           | 3    | 11   | 0    | .214   | 215      | 329        |
| match de barrage : Oakland Raiders 41 - Kansas City Chiefs 6 |      |      |      |        |          |            |

## Finale AFL
- 29 décembre 1968, à New York devant 62 627 spectateurs, New York Jets 27 - Oakland Raiders 23